# Erick Green
Pour les articles homonymes, voir Green.
Erick O'Brien Green, né le 9 mai 1991, est un joueur américain de basket-ball. Il évolue au poste de meneur.

## Carrière

### Montepaschi Sienne (2013-2014)
Le 27 juin 2013, il est drafté en 46e position par le Jazz de l'Utah. Ses droits sont immédiatement échangés aux Nuggets de Denver, avec qui il joue la NBA Summer League de 2013 qu'il termine avec 9,3 points, 2,2 rebonds et 1,8 passe décisive de moyenne en six matches.
Le 26 août 2013, Green signe un contrat d'un an en Italie avec les Montepaschi Siena. En 45 matches avec Sienne en 2013-2014, il tourne à 10,8 points, 1,5 rebond et 1,1 passe décisive par match.

### NBA (2014-2016)
En juillet 2014, Green participe à la NBA Summer League de 2014 avec les Nuggets de Denver. Le 1er août 2014, il signe un contrat de trois ans et 2,3 millions de dollars avec les Nuggets après avoir fait bonne impression lors du tournoi d'été avec 16,6 points par match en cinq matches avec l'équipe. Le 20 janvier 2015, il est envoyé en D-League chez les Mad Ants de Fort Wayne. Cinq jours plus tard, il est rappelé par les Nuggets. Lors du dernier match de la saison des Nuggets, il réalise son meilleur match de l'année avec 17 points, 7 passes décisives, 4 rebonds et 1 interception lors de la défaite des siens contre les Warriors de Golden State.
En juillet 2015, il participe à la NBA Summer League de 2015 avec les Nuggets où il tourne à 14,8 points, 1,4 rebond, 4,0 passes décisives et 1,8 interception en cinq matches.
Le 5 novembre 2015, il est coupé par les Nuggets.
En janvier et février 2016, Green signe deux contrats de 10 jours avec le Jazz de l'Utah mais n'est pas conservé. Il retourne aux Bighorns de Reno. Sur la saison de D-League, il finit 3e meilleur marqueur avec 26,5 points de moyenne et finit dans l'équipe-type de la compétition (All-NBA Development League Team).

### Retour en Europe
En juillet 2016, Green signe un contrat de deux ans avec l'Olympiakós.
En octobre 2018, Green rejoint le Fenerbahçe Istanbul où il pallie l'absence du meneur titulaire Tyler Ennis qui s'est cassé le tibia de la jambe gauche. Son contrat n'est pas prolongé à la fin de la saison. Il s'engage alors avec le club chinois des Fujian Sturgeons.
En janvier 2020, Green revient en Europe, au Real Betis Baloncesto, club de Séville en Espagne.
En novembre 2021, Green s'engage avec les Zhejiang Golden Bulls, club de première division chinoise.